# María Elena Casuccio
María Elena Casuccio, foi uma política argentina. Ela foi eleita para a Câmara dos Deputados em 1951, como uma das primeiras mulheres parlamentares na Argentina.
Nas eleições legislativas de 1951, foi candidata pelo Partido Peronista, em Buenos Aires e foi uma das 26 mulheres eleitas para a Câmara dos Deputados. Ela permaneceu no cargo até 1955, quando o seu mandato foi interrompido pela Revolução Libertadora.